# Eventos mutuamente exclusivos
Dois eventos são eventos mutuamente exclusivos se eles não podem ocorrer ao mesmo tempo. Um exemplo disso é o lançamento de uma moeda, o qual pode resultar em cara ou coroa, mas não ambos.
No exemplo do lançamento de moeda, ambos os resultados são coletivamente completos, o que quer dizer que pelo menos um deles deve ocorrer, então essas duas possibilidades juntas esgotam todas as probabilidades. No entanto, nem todos eventos mutuamente exclusivos são coletivamente completos. Por exemplo, a saída de 1 ou 4 num dado de 6 lados são mutuamente exclusivos(ambos não podem ocorrer) mas não são coletivamente completos(existem outras possibilidades de saída).

## Lógica
Na lógica,  duas proposições mutuamente exclusivas são proposições que não podem ser verdadeiras ao mesmo tempo. Outro termo pra mutuamente exclusivo é "disjunto". Para dizer que duas proposições são mutuamente exclusivas, dependendo do contexto, significa que uma não pode ser verdadeira se a outra for, ou que ao menos uma delas não pode ser verdadeira. O termo isoladamente exclusivas sempre significa que ambas não podem ser verdade simultaneamente.

## Probabilidade
Na teoria da probabilidade, eventos E1, E2, ..., En são ditos mutuamente exclusivos se a ocorrência de um deles implica na não-ocorrência dos restantes n − 1 eventos. Dessa forma, dois eventos mutuamente exclusivos não podem acontecer. Formalmente, a intersecção dos dois é vazia: A ∩ B = ∅.  Em consequência disso, eventos mutuamente exclusivos tem a propriedade: P(A ∩ B) = 0.
Por exemplo, alguém não pode pegar uma carta que é tanto vermelha e espada, pois espadas são sempre pretas. Se alguém pegar uma carta de um baralho, será uma vermelha(coração ou ouros) ou uma carta preta(paus ou espadas) a ser pega. Quando dois eventos são mutuamente exclusivos, P(A ∪ B) = P(A) + P(B). Alguém pode perguntar, "Qual é a probabilidade de pegar uma carta vermelha ou uma espada?" Este problema poderia ser resolvido adicionando a probabilidade pegar uma carta vermelha e a chance de pegar uma espada. Num baralho de 52 duas cartas, 26 cartas são vermelhas e 13 são espadas:
26/52 + 13/52 = 39/52 ou 3/4.
Na teoria da probabilidade, a palavra "ou" denota a possibilidade de ambos evento ocorrerem.  A probabilidade um ou ambos eventos ocorrerem é denotada por P(A ∪ B) e de maneira geral é igual a P(A) + P(B) – P(A ∩ B).  essa forma, se alguém perguntar "Qual é a probabilidade de se pegar uma carta vermelha ou um rei?" Pegar um rei vermelho, uma carta vermelha que não seja um rei, ou um rei preto são todos considerados sucessos. Num baralho de 52 cartas, há 26 cartas vermelhas e 4 reis, dois desses são vermelhos, então a probabilidade de pegar uma carta vermelha ou um rei será 26/52 + 4/52 – 2/52 = 28/52. No entanto, com eventos mutuamente exclusivos, o último termo da fórmula,– P(A ∩ B), é zero, então ela é simplificado para a fórmula dada no último parágrafo.

## Estatística
Na estatística e regressão, uma variável independente que só pode tomar dois possíveis valores é  uma variável muda. Por exemplo, ela pode tomar o valor 0 se um objeto observado for macho, ou dois se for fêmea. As duas possibilidades são mutuamente exclusivas, então nenhuma observação cai em mais de uma categoria, elas são exaustivas, então cada observação cai em pelo menos uma categoria. As vezes existem 3 ou mais categorias possíveis, que pareadas são mutuamente exclusivas e exaustivas - por exemplo, ser menor de 18 anos, estar entre 18 e 64 e 65 anos ou acima. Nesse caso, uma variável (chamada D1) seria igual a 1 se a idade fosse menor que 18, ou igual a 0 nos outros casos; uma segunda variável (chamada D2) seria igual a 1 se a idade estivesse entre 18-64 e seria 0 nos outros casos. Nessa configuração, duas variáveis podem ter os valores (1,0) (abaixo de 18 anos), (0,1) (entre 18 e 64), ou (0,0) (65 ou mais) mas não (1,1) note que o número de variáveis será sempre 1 a menos que o número de categorias.
Tal escala também pode ser usada para variáveis dependentes. Por exemplo, um pesquisador quer prever se alguém foi pra faculdade ou não, usando renda familiar, uma variável pro gênero, e assim por diante com variáveis explanatórias. Aqui a variável terá valor 0 se o indivíduo não foi pra faculdade ou terá valor 1 se este foi. Nessa situação, regressão logística é uma técnica adequada.